# Йоасаф Миткевич
Єпископ Йоасаф (світське ім'я — Іван Миткевич; близько 1724, Козелець — 3 червня 1763, Охтирка, похований у Бєлгороді) — український релігійний діяч доби Гетьманщини, єпископ Бєлгородський і Обоянський Відомства православного сповідання Російської імперії (1758—1763). Ректор Новгородської семінарії на Московщині. Редактор видань святителя Дмитра Ростовського.

## Біографія
Народився у родині священика міста Козелець — тоді центр Київського полку Гетьманщини.
Навчався у Києво-Могилянській академії. У 1743—1748 роках викладав у класі синтаксими, піїтики та риторики.
1741 р. емігрував до Московщини, бо був запрошений у Новгородську духовну семінарію, став у ній учителем. З 1748 року — префект семінарії.
З 1750 року — ректор Новгородської духовної семінарії і архімандрит Різдво-Богородицького Антонієвого монастиря. 1754 р., на прохання, звільнений від учительства, але залишився ректором і присутнім в консисторії. 10 лютого 1756 р. переведений архімандритом Хутинського Спасо-Варлаамієвого монастиря.

### Повернення в Україну
17 квітня призначений і 26 квітня 1758 р. хіротонізований на єпископа Бєлгородського і Обоянського у Слобідській Україні — на місце святителя Йоасафа Горленка, онука гетьмана Данила Апостола.
При знайомстві з єпархією єпископ Йоасаф побачив низький рівень освіти слобідського духовенства. Неосвічених і нездатних священиків позбавляв не тільки місця, але і священного сану. Пізніше преосвященний Йоасаф дозволив приймати на священицькі місця осіб, які просто вміли читати, писати і співати. Надалі вимагав від усіх духовних осіб, аби вони відправляли на навчання у Харківський колегіум своїх дітей — від 7 до 15 років.
Будучи єпископом, брав участь у редагуванні творів Дмитра Туптала, єпископа Ростовського.
Помер 30 червня 1763 р. від паралічу під час мандрівки по єпархії. У той час перебував у Троїцькому Охтирському монастирі.